# 島根県立出雲商工高等学校
島根県立出雲商工高等学校（しまねけんりついずもしょうこうこうとうがっこう）
- のちの島根県立出雲商業高等学校と島根県立出雲工業高等学校が統合されていた1948年度の校名[1]。1949年度に島根県立出雲農業高等学校を併合し、島根県立出雲産業高等学校に改称したことにより消滅。